# Werelderfgoed in Gambia
Tot het UNESCO werelderfgoed in Gambia behoren twee werelderfgoederen. De eerste werd in 2003 ingeschreven.

## Werelderfgoederen

### Actuele Werelderfgoederen
Deze lijst toont de werelderfgoederen in Gambia in chronologische volgorde (C – Cultuurerfgoed; N – Natuurerfgoed).
| Naam                                                  | Jaar | Soort | Beschrijving | Afbeelding |
| ----------------------------------------------------- | ---- | ----- | ------------ | ---------- |
| Kunta Kinteh en bijbehorende gebieden                 | 2003 | C     |              |            |
| Steencirkels van Senegambia (gedeeltelijk in Senegal) | 2006 | C     |              |            |

### Als Werelderfgoed genomineerde objecten
Op de voorlopige lijst van de UNESCO worden objecten ingeschreven die naar het inzicht van de betreffende regering potentieel voor de erkenning als werelderfgoed in aanmerking komen. Dit zegt niets over een eventuele daadwerkelijke succesvolle inschrijving op de lijst. Tegenwoordig (2020) zijn op de voorlopige lijst twee objecten uit Gambia ingeschreven.
| Naam                                       | Jaar | Soort | Beschrijving | Afbeelding |
| ------------------------------------------ | ---- | ----- | ------------ | ---------- |
| Steengroeves van de steencirkels van Wassu | 2016 | C     |              |            |
| Historisch Georgetown                      | 2016 | C     |              |            |